# Антиретикулярна цитотоксична сироватка
Антиретикуля́рна цитотокси́чна сирова́тка (АЦС) — лікувальний препарат, що застосовується з метою стимуляції реактивності і загальної опірності організму. 
Запропонована 1924 О. О. Богомольцем. 
АЦС являє собою сироватку крові тварин, яким вводився антиген, добутий з органів людини, багатих на активні елементи сполучної тканини (селезінка, кістковий мозок, лімфатичні вузли). Досліди на тваринах виявили, що АЦС в невеликих дозах підвищує опірність організму проти інфекції та розвитку пухлин, посилює вироблення антитіл, фагоцитарну активність лейкоцитів та ін. активних елементів сполучної тканини тощо. У великих дозах вона виявляє протилежну дію. 
В мед. практиці АЦС застосовують при лікуванні виразок, ран, переломів кісток, виразкової хвороби шлунка та 12-палої кишки, мастопатії, деяких форм ревматизму, для запобігання рецидивам і метастазам рака, стимуляції кровотворення після рентгенотерапії та ін. 
АЦС застосовується в багатьох країнах світу.